# 其实在天堂
《其实在天堂》（瑞典語：Så som i himmelen），是2004年的一部瑞典剧情片，由凯·波拉克执导，迈克尔·恩奎斯特和芙烈达·荷格主演。它在瑞典和多个国家取得了不错的票房成绩，并获第77届奥斯卡奖最佳外语片奖提名。

## 剧情
国际知名的指挥家丹尼尔（Daniel Daréus，迈克尔·恩奎斯特饰）因心脏病退休，回到家乡诺尔兰休养。他在这里的童年并不美好，但最终还是成为了当地教堂唱诗班的指挥。在帮助唱诗班进行国际比赛“Let the Peoples Sing”的过程中，他逐渐被改变了。